# Trois-Évêchés (province)
Pour les articles homonymes, voir Trois-Évêchés.
1552 – 1790
Entités précédentes :
- République messine
- Ville impériale de Toul
- Ville impériale de Verdun
- Principauté épiscopale de Metz
- Principauté épiscopale de Toul
- Principauté épiscopale de Verdun
- Duché de Luxembourg
(Luxembourg français)

Entités suivantes :
- Meurthe (en partie)
- Meuse (en partie)
- Moselle (en partie)
- Vosges (en partie)

En France, sous l'Ancien Régime, les Trois-Évêchés étaient une province du royaume créée, à la suite de la paix de Westphalie, à partir de territoires qui relevaient de jure, jusqu'au traité de Münster (1648), du Saint-Empire romain germanique : les trois villes libres de Metz, Toul et Verdun, occupées en vertu du traité de Chambord (1552), et les biens temporels des évêques de Metz, Toul et Verdun, occupés en 1631-1632. Ils s'agrandirent ensuite du Luxembourg français, partie du duché de Luxembourg cédée à la France par le traité des Pyrénées (1659), puis d'un corridor, cédé à la France par le traité de Vincennes (1661). Ces territoires et les duchés de Bar et de Lorraine formaient jusqu'alors une mosaïque territoriale complexe, objet de conflits récurrents.

Sièges des Trois-Évêchés
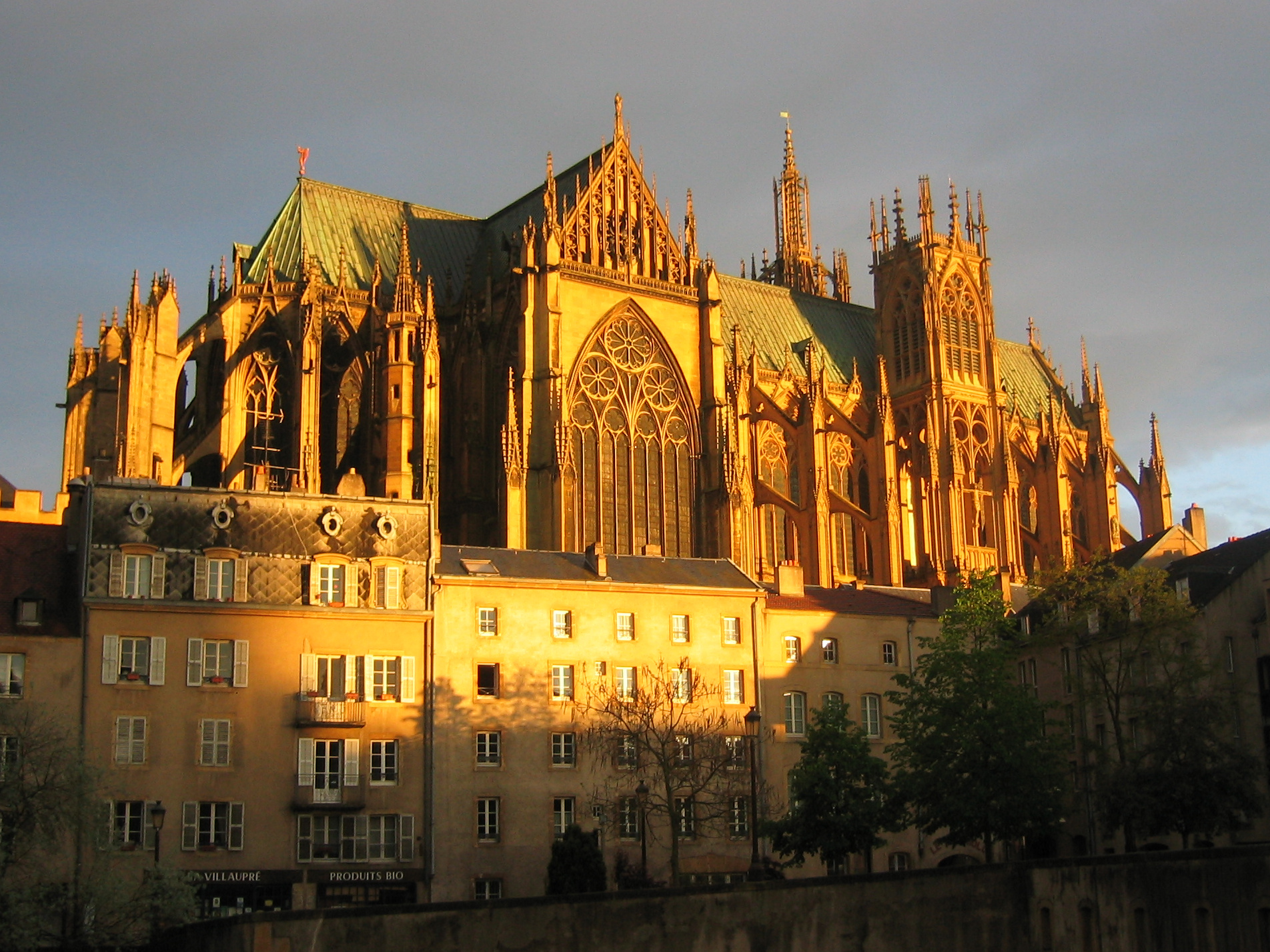
Cathédrale de Metz.
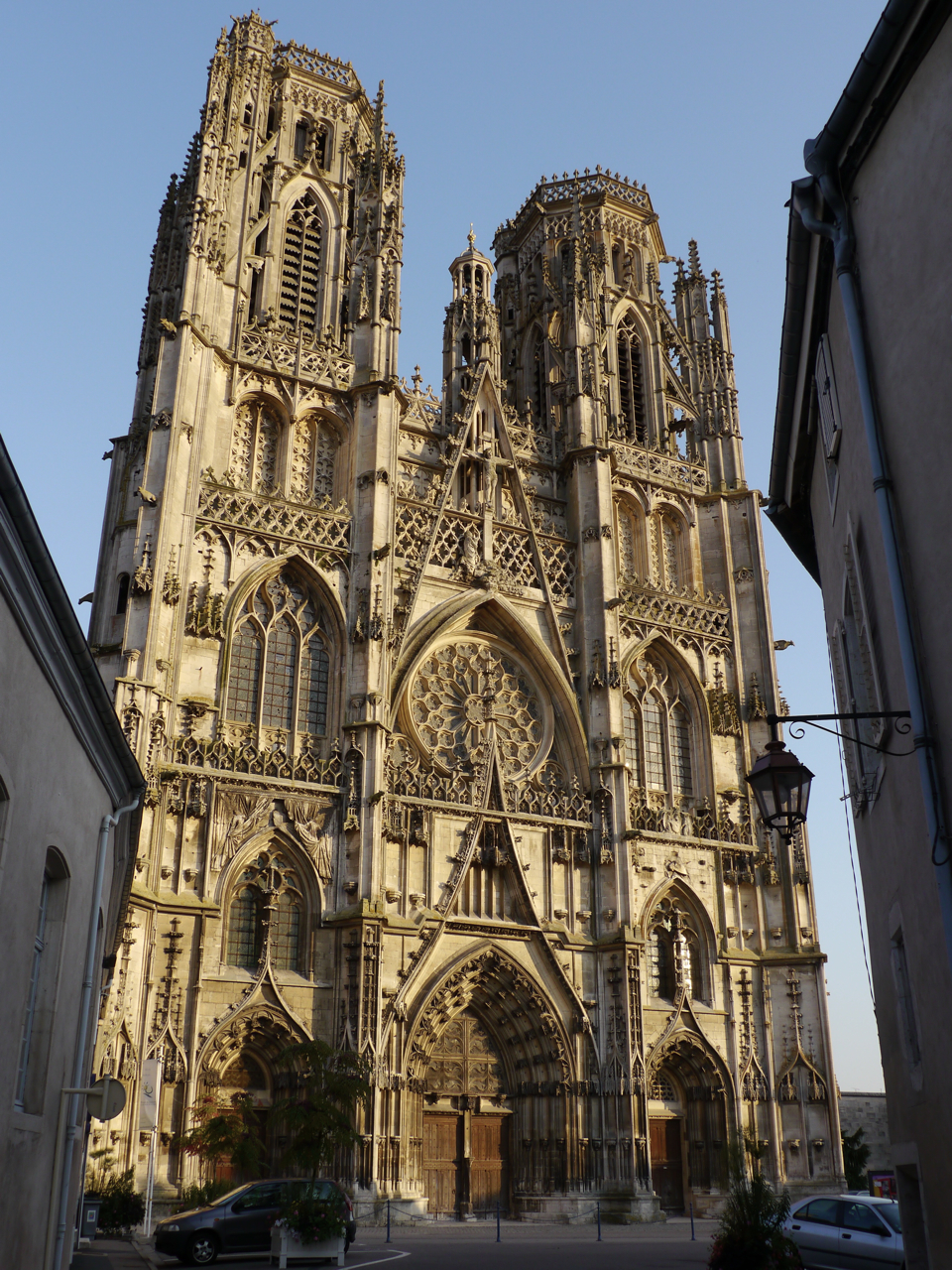
Cathédrale de Toul.
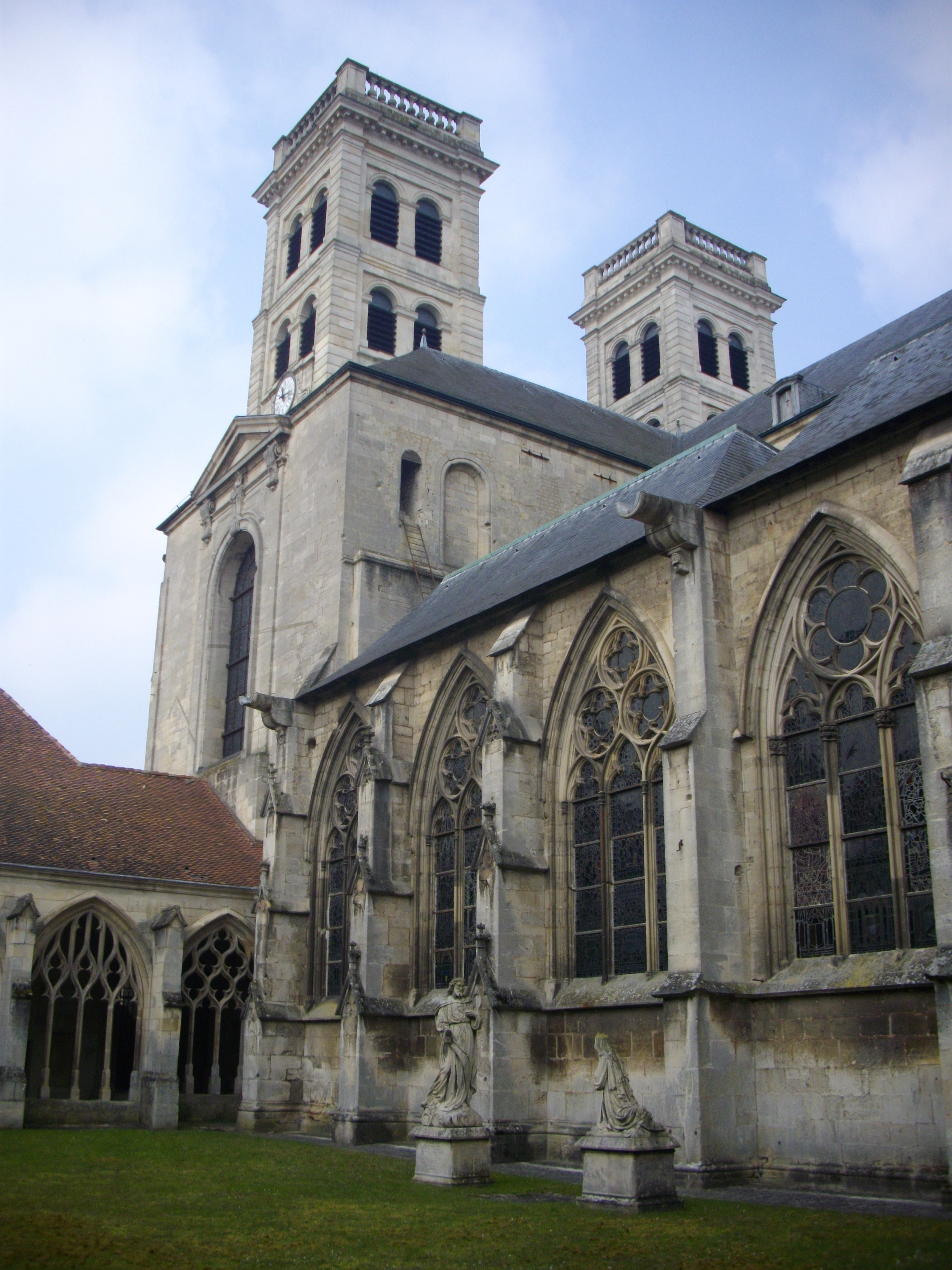
Cathédrale de Verdun.

## Contexte historique
En 1551, les princes protestants allemands, en lutte contre Charles Quint, recherchent le soutien du roi de France. À Lochau, près de Torgau, est signé un accord qui prévoit la participation financière et militaire de la France à leur action. À Chambord, le 15 janvier 1552, est signé un traité qui prévoit que le roi Henri II occupera, pour des raisons stratégiques, en qualité de vicaire du Saint-Empire romain germanique, les villes de Metz, Toul et Verdun, « et autres villes de l’Empire ne parlant pas allemand ».

### Conquête militaire
Le « Voyage d’Allemagne » est conduit par le roi Henri II, intronisé pour l'occasion « défenseur des libertés germaniques », soutenu par François de Guise et le cardinal Charles de Lorraine. Le jour des Rameaux 1552, les troupes françaises, sous les ordres du connétable Anne de Montmorency, arrivent sous les murs de Metz, et occupent par surprise les portes de la ville. Le 13 avril 1552, le roi se rend en armes à Toul, où il est reçu par l'évêque Toussaint de Hocédy, le maître échevin ayant, en signe de protestation, quitté sa ville pour Pont-Saint-Vincent. Le roi passe ensuite à Nancy, où il destitue arbitrairement la duchesse-régente et emmène le petit duc Charles III, encore mineur, pour le faire élever à la cour de France. Henri II fait ensuite « sa joyeuse entrée » à Metz, le 18 avril 1552. La ville est en fait soumise de force, sous le ferme contrôle des hommes de Montmorency. Le 22 avril, Henri II reprend sa route vers le Rhin, laissant à Metz 3 400 hommes. Vers le 20 mai, ne pouvant s'emparer de Strasbourg, il rebrousse chemin, occupe Verdun, où il fait son entrée le 12 juin 1552, avant de rentrer en France.
Pour laver l’affront des princes luthériens et du roi de France, Charles Quint marche sur les trois cités épiscopales, le 1er septembre 1552. Il commence par faire le siège de la cité messine, proche de ses possessions luxembourgeoises. Fortifiée et défendue par le duc de Guise, Metz reste aux mains des troupes françaises après un siège mémorable. La mort dans l'âme, Charles Quint lève le siège le 2 janvier 1553 renonçant à reprendre les autres évêchés. L’occupation française commence de facto dans les Trois-Évêchés.

### Intégration au royaume de France
Dès 1552, les villes reçoivent une garnison française permanente, mais l’empereur garde officiellement sa souveraineté sur les cités. Dans les trois villes de Metz, Toul et Verdun réunies ainsi par un artifice diplomatique, s'installe alors un régime original, celui de la protection, où les anciens pouvoirs des villes issues du Saint-Empire sont peu à peu absorbés par les organismes mis en place par l’administration royale. Malgré les prières répétées des Messins à la Diète d'Empire, la question des Trois-Évêchés ne figura plus à l'ordre du jour des assemblées impériales après 1582. Sous l'impulsion de Richelieu, le parlement de Metz, créé en janvier 1633, est l’artisan le plus actif des progrès de l’autorité royale, dépossédant de leurs pouvoirs les maîtres échevins des cités épiscopales et neutralisant les paraiges de Metz.
L’édit de décembre 1633 supprime le sceau de la cité, l’aigle impérial aux ailes déployées, que Metz, Toul et Verdun, en qualité de villes impériales, avaient le droit de porter sur leurs armes. En même temps, la gabelle, impôt sur le sel, est introduite au grand dam de la population. Devant la grogne des Messins, le Parlement est transféré à Toul entre 1637 et 1658. Il est remplacé à Metz par un intendant royal, aux pouvoirs étendus.
En 1648, les traités de Westphalie entérinent la cession des Trois-Évêchés par l'Empire. Mais, dès son avènement, Louis XIV confirme les privilèges des bourgeois des trois cités, les regroupant sous le nom de « ses bons et fidèles sujets ».
L’évêché de Saint-Dié, créé en 1777, est parfois appelé le Quatrième Évêché lorrain, mais n’est pas concerné par la notion historique des « Trois-Évêchés ». Aujourd'hui, seul l'évêché de Metz, dont l'évêque est nommé par le président de la République française, est concerné par le régime concordataire d'Alsace-Moselle.

## Géographie

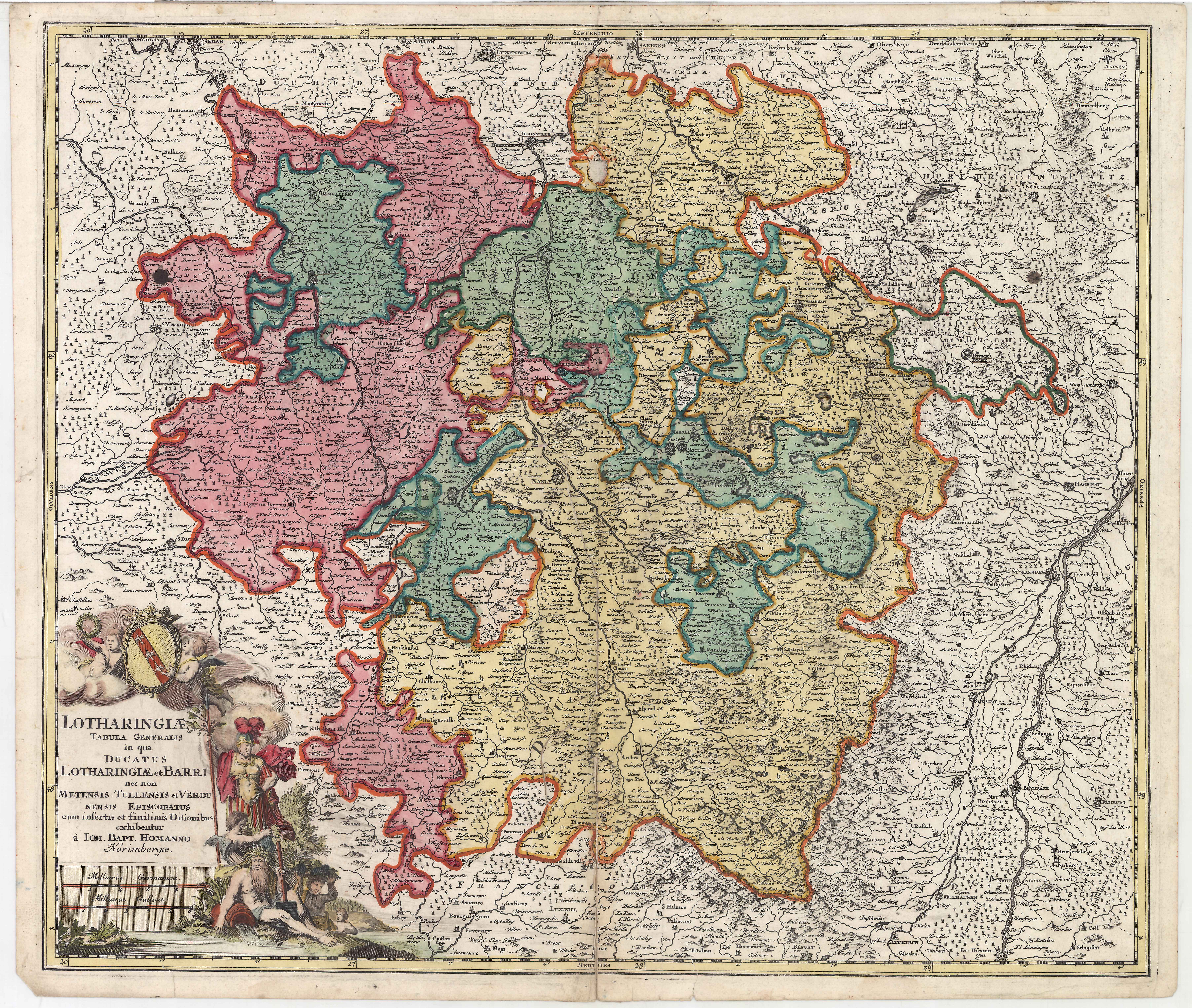
Carte de 1712 des Trois-Évêchés (en vert), entouré du Barrois (en rouge) et du duché de Lorraine (en jaune)

Dans l'espace lorrain, Les Trois-Évêchés étaient quasiment des enclaves, ayant principalement leurs limites avec le duché et le Barrois ; ils ne touchaient que par quelques points à la Champagne et au Luxembourg français. Seule la partie orientale de l'évêché de Metz possédait une limite avec les fiefs impériaux du Westrich et d'Alsace.
Les Trois-Évêchés n’étaient pas séparés des autres entités de la Lorraine par une ligne de démarcation continue et facile à suivre. Quand on observe sur une carte détaillée la configuration des diverses provinces formant l'espace lorrain, il est presque impossible de décrire leurs limites respectives autrement que par un travail graphique. Chacun des trois évêchés était séparé des deux autres par les terres des duchés de Lorraine et de Bar. Ils affectaient la forme la plus tourmentée.
Il y avait dans chacun des évêchés, des enclaves appartenant au duché de Lorraine et au Barrois ; dans le même temps, il y avait dans le Barrois et le duché des enclaves dépendant des évêchés. De plus, dans le duché et le Barrois, il y avait des enclaves impériales, de sorte que, très souvent, les routes les plus directes passaient plusieurs fois d'une des deux provinces dans l‘autre, sur un parcours de quelques lieues, et comme le régime fiscal des douanes et des péages était très sévère, les marchandises pouvaient être soumises à diverses reprises le même jour, à des visites et à des taxes.

## Formation territoriale
Les Trois-Évêchés comprenaient les trois villes de Metz, Toul et Verdun et leurs dépendances respectives, ainsi que le temporel des évêques de ces trois villes et le temporel des chapitres cathédraux.

Les Trois-Évêchés dans leurs limites du milieu du XVIII et les communes et départements actuels.

Les Trois-Évêchés étaient divisés en quatre bailliages.

### La principauté épiscopale de Metz

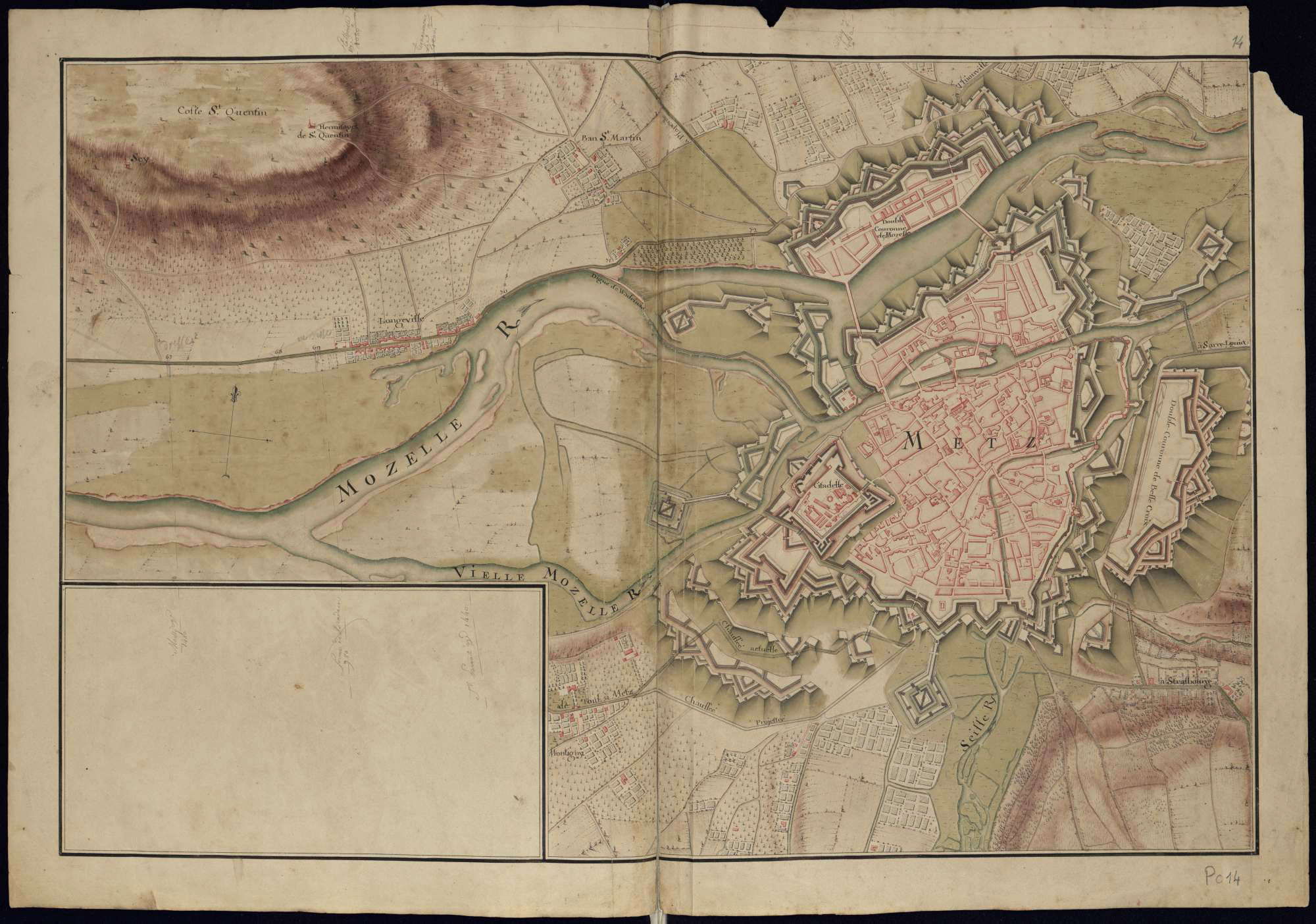
Atlas de Trudaine (réalisé entre 1745 et 1780) pour la généralité de Metz, Archives nationales.

Le bailliage de Metz comprenait la ville de Metz et ses dépendances :
- le val de Metz : le nombre des communautés, villages et hameaux du val de Metz au XVIIe siècle, donné dans l’Histoire bénédictine de Metz (t. IV, 343), s’élève à trente-neuf ;
- l’Isle : représente une partie des anciens cantons de Metz (3e), de Gorze et de Verny. Comprenait 35 communautés, tant villages que hameaux ;
- le Saulnoy : comprenant la plus grande partie des cantons de Verny, de Pange et une partie de celui de Vigy, Il comptait 77 communautés, tant villages que hameaux ;
- les Francs-Alleux, subdivisés en :
  - ban de Saint-Pierre (réuni au Franc-Alleu en 1718),
  - ban de La Rotte (à partir du 21 janvier 1718),
  - ban de Bazaille,
- la terre de Gorze (cédée en 1661).

Le bailliage seigneurial de Vic, composé des huit châtellenies d’Albestroff, Baccarat, Rambervillers, Fribourg, Haboudange, Lagarde, Moyen et Vic, dépendantes de la principauté épiscopale de Metz.

### La principauté épiscopale de Toul
- Les trois châtellenies de Blénod, Brixey et Maizières, dépendantes de la principauté épiscopale de Toul.
- Les trois prévôtés de Vicherey, Villey-Saint-Étienne et Void, dépendantes du temporel du chapitre de la cathédrale de Toul.

### La principauté épiscopale de Verdun
- Les sept prévôtés de Charny, Dieppe, Dieulouard, Fresnes, Mangiennes, Tilly et Verdun, dépendantes de la principauté épiscopale de Verdun.
- Les cinq prévôtés de Foameix, Harville, Lemmes, Merles et Sivry, dépendantes du temporel du chapitre de la cathédrale de Verdun.

## Coutumes
Les Évêchés ressortissaient au parlement de Metz et étaient régis par les cinq coutumes suivantes :
- les coutumes générales de la ville et cité de Metz et pays Messin ;
- les coutumes du bailliage de la principauté épiscopale de Metz, avec les municipales ou locales de Remberviller, Baccarat et Moyen ;
- les coutumes générales de la terre, abbaye et seigneurie de Gorze ;
- les usages locaux de la ville et du bailliage de l'évêché de Toul et du pays Toulois ;
- les coutumes générales de la ville, cité et bailliage de l'évêché et compté de Verdun et du pays verdunois.

## Personnalités
- Nicolas Psaume, comte-évêque de Verdun, prince du Saint-Empire romain.
- Claude Drouas de Boussey, comte-évêque de Toul, prince du Saint-Empire.
- Henri Grégoire, dit l'Abbé Grégoire, député aux états généraux puis à la Convention, évêque constitutionnel de Blois, y est né en 1750.
- François de Rosières, archidiacre de Toul, historien.